# Cantó de Lure-Sud
El cantó de Lure-Sud és un cantó francès del departament de l'Alt Saona, situat al districte de Lure. Té 15 municipis i part del de Lure.

## Municipis
- Andornay
- Arpenans
- Les Aynans
- Frotey-lès-Lure
- Lure (part)
- Lyoffans
- Magny-Danigon
- Magny-Jobert
- Magny-Vernois
- Moffans-et-Vacheresse
- Mollans
- Palante
- Roye
- Le Val-de-Gouhenans
- Vouhenans
- Vy-lès-Lure

## Història
| Data d'elecció                           | Identitat         | Partit                    | Qualitat |
| ---------------------------------------- | ----------------- | ------------------------- | -------- |
| 1985-1994                                | Michel Federspiel | PS, després divers gauche |          |
| 1994-                                    | Robert Morlot     | Divers gauche             |          |
| les dades anteriors no són pas conegudes |                   |                           |          |
|                                          |                   |                           |          |